# Polyommatus suffescens
Polyommatus suffescens är en fjärilsart som beskrevs av Tutt 1910. Polyommatus suffescens ingår i släktet Polyommatus och familjen juvelvingar. Inga underarter finns listade i Catalogue of Life.